# Nuselská radnice
Nuselská radnice je novorenesanční stavba, která se nachází v Praze-Nuslích v Táborské ulici č.p. 500/30 a na nároží náměstí Generála Kutlvašra v Praze 4.

## Historie
Radnice byla přistavěna k pseudobarokní budově z roku 1897, která sloužila jako sídlo okresního magistrátu města Nuslí (a okresního soudu, stavitel Theofil Herold, Nusle č.p. 350, od roku 2010 kadeřnická škola) a domu U čtyř rytířů z roku 1904 (Nusle č.p. 372, od roku 2000 sídlo městské policie pro Prahu 4), na jižním okraji hospodářského dvora Nuselského zámku. Nachází se v ní sídlo Úřadu městské části Praha 4, reprezentační místnosti a oddací síň. Budova (Nusle č.p. 500) byla postavena podle projektu Antonína Turka v letech 1908 až 1909, kdy Nusle byly již 10 let samostatným městem.. Do roku 1922 sloužila jako radnice samostatného města Nusle a jako sídlo okresního úřadu Nuselského okresu. Její průčelí obrácené směrem do Táborské ulice (a v jižním průhledu Sezimovou ulicí z náměstí bří Synků) zdobí malé vysoké podloubí, arkádový balkon a věž s cimbály a věžními hodinami. Hlavní věž i dvě boční věže mají mědí pokrytou báň, nad ní pozlacenou makovici a větrnou korouhvičku (na hlavní věži má korouhev rok otevření radnice 1908, na bočních věžích písmena MN, znamenající Město Nusle). Na jejím hlavním portále je zevnitř umístěn nápis „Nusle sobě“. Na boku směrem do náměstí se nalézá busta Karla Kutlvašra. Ve dvacátých letech dvacátého století navštívil radnici několikrát prezident Masaryk. V budově kromě běžných úřadoven sídlí i informační středisko, koncertní sál, oddací síň a restaurace.
Budova Antonína Turka v nynější Táborské ulici (v roce 1908 Palackého) byla již třetí stavbou, sloužící jako radnice samostatného města Nuslí. První byl čtyřpodlažní rohový dům s věží a hodinami z roku 1898 v Otakarově ulici (Nusle čp. 6), v němž byla také provozována Nuselská kavárna a druhý Wiehlův dům s typickou věžičkou s cibulovou bání v protější Křesomyslově (v roce 1900 Soběslavově) ulici, v sousedství rohového domu "U Hrabánků" (Nusle čp. 185).  
Na počátku 21. století budova radnice prošla celkovou rekonstrukcí. Nově byla v této budově otevřena restaurace "U rodinné pohody" se vchodem z náměstí.
Ve stejnojmenných stanicích MHD "Nuselská radnice" zastavují autobusy linky 193 a tramvaje linek 18 a 19. A také všechny tramvaje jedoucí z (nebo do) vozovny.
Boje o radnici
V květnu 1945 stála napříč Táborskou ulicí u Nuselské radnice mohutná barikáda hájená nuselskými občany (dlažební kostky, vůz tramvaje a další materiál), přes niž již němečtí okupanti dále neprošli (předchozí barikáda stála na Paloučku, následná napříč dnešní Nuselskou třídou, mezi Národním domem č.p.2 a č.p.83 ).
Bitva "o Nuselskou Radnici" byla zopakována při rekonstrukci pro veřejnost 5. května 2010.
Ve středu 21. srpna 1968 tam přijela v ranních hodinách skupina sovětských okupačních tanků T 54 a T 55 a čtyři obrněné transportéry SKOT a další menší otevřená transportní pásová vozidla s kanónem a bílými pruhy, aby "oblehly nepřítele" na radnici (tehdy sídlo obvodního národního výboru ONV 4). Část jich záhy odjela přes tehdejší Náměstí Československých legionářů Táborskou ulicí na Pankrác, kde na Náměstí Hrdinů oblehla budovu Nejvyššího soudu, státní věznici a budovu Centrotexu. Přestože občané Nuslí proti příjezdu sovětských okupantů na místě protestovali i narychlo zhotovenými transparenty (Moskva 2000 km, iditě domoj, nedejte jim ani vodu, apod.), k vážnějšímu zranění osob tam, na rozdíl od masakru na Hajnovce a u rozhlasu, nedošlo.

## Okolní objekty

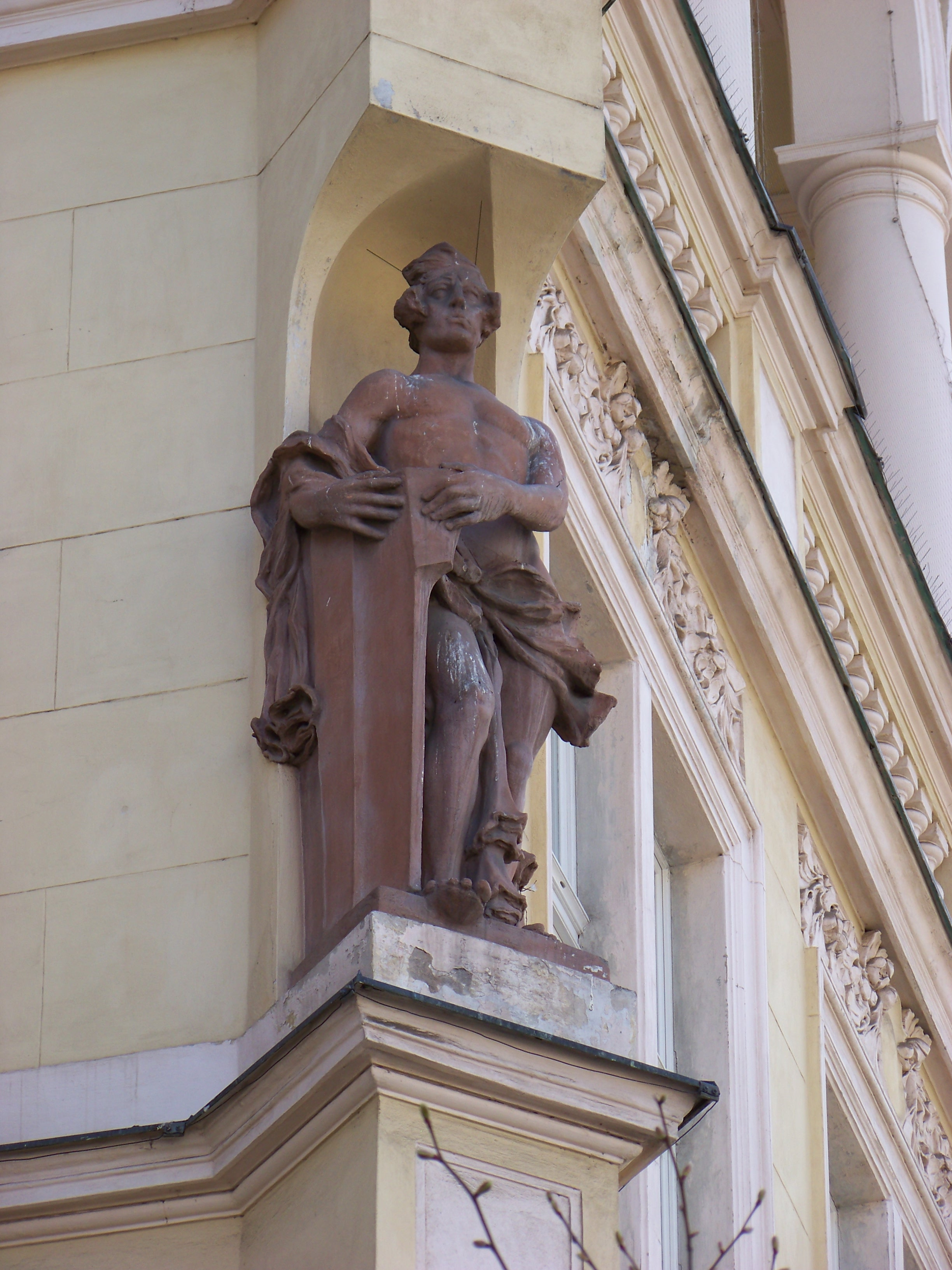
Socha na radnici

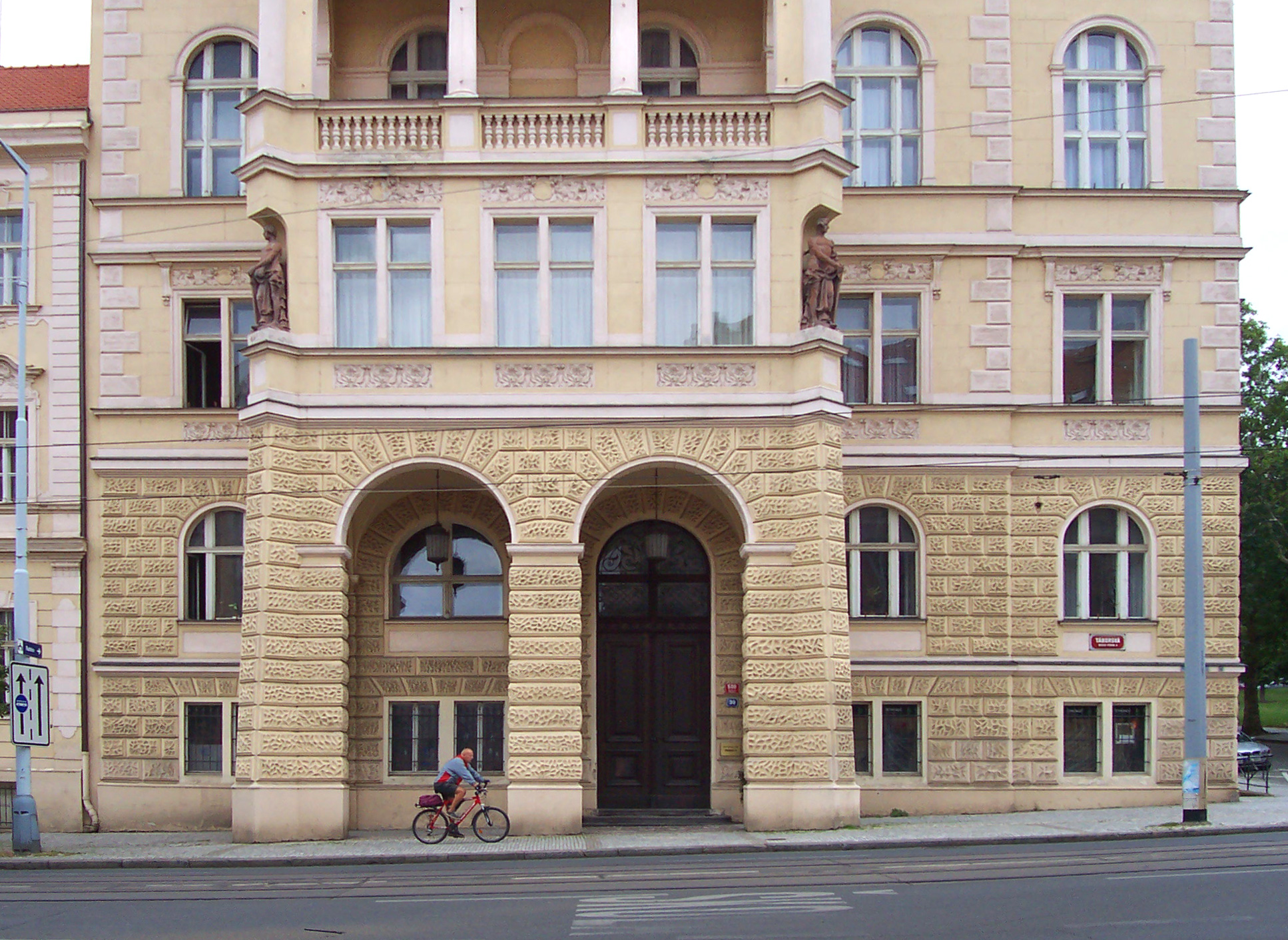
Hlavní vchod radnice

- Přímo proti radnici na nároží Sezimovy ulice se nachází pivnice a restaurace U Bansethů (Nusle čp. 389), kterou navštěvoval Jaroslav Hašek a je několikrát zmíněna i v jeho knize Osudy dobrého vojáka Švejka za světové války. Vkusná vnitřní výzdoba připomíná Nusle na přelomu 19. a 20. století, nechybí ani obraz císaře Františka Josefa I. a jeho rodiny. Velká (dnes nekuřácká) místnost hostince má uprostřed tradiční stůl, u něhož již před první válkou sedával redaktor Hašek se svými přáteli. Přilehlá stěna je vyzdobena fotografiemi a obrázky z Haškova života. Vznik secesních Nuslí připomíná i útulný kuřácký salonek. Od roku 2016 jsou již všechny prostory restaurace nekuřácké a častým hostem zde bývá i herec Miroslav Vladyka.
- Hned vedle v sousedství vznikl nově soukromý nuselský pivovar "Bašta", vařící několik druhů vlastních "nuselských" piv, které je možno ochutnat v dalších restauračních prostorách.
- V Sezimově ulici pod Nuselskou radnicí se nachází pozoruhodný dům se dvěma třípatrovými arkýři a sousední se sgrafitovou výzdobou s jedoucím svatým Václavem na bílém koni (Nusle č.p. 402, freska doplněna znaky zemí Koruny České a v nice nad portálem soškou Panny Marie s Ježíškem), oba z přelomu 19. a 20. století (podle návrhu Mikoláše Alše). Na secesním domě v dolní části Sezimovy ulice č. 14 (Nusle č.p. 613) lze spatřit v úrovni druhého podlaží polychromovaný znak města Nuslí.
- Šikmo proti radnici, vpravo v Táborské ulici, stojí budova Husova sboru církve Československé (Nusle čp. 317), přestavěná v roce 1925 z malebné Staré Nuselské sokolovny, postavené v anglikánském slohu v roce 1888. Přestavbu navrhli architekti Augustin Korb a Václav Prokop na počátku dvacátých let 20. stol..
- Vedle budovy bývalého sokolského divadla u Husova sboru, blíže Nuselské radnici, jsou apartmány "Kasablanca" (Nusle čp.325) a v přízemí pětipodlažního neorenesančního domu najdeme "správu budov" (Nusle čp.330).
- V sousedních secesních pětipodlažních domech (Nusle čp. 321 a 324) a ve dvorním traktu sídlí Nuselská poliklinika a Nuselská lékárna, přímo u stanice autobusu a tramvají.
- V přízemí dvou protějších jednoduše neogotických čtyřpodlažních domů radničního traktu sídlí od roku 2010 italské provozovny, vinárna "La Grapperia" (Nusle čp.378) a holičství "La Barberia Italina" (Nusle čp.377).
- V přízemí přilehlé moderní pětipodlažní budovy (Nusle čp. 619, Táborská 46), kde působí samoobslužná prodejna "Tesco express", hrálo již v době První republiky kino "Rokoko", po válce nazvané Tatra. Jeho původní budova z konce 19. století s mansardovou střechou byla částečně v roce 1993 nahrazena novostavbou.
- Na blízkém bezejmenném náměstíčku s parčíkem v ulici Pod Vilami nalezneme římskokatolický farní kostel svatého Václava s věží v západním průčelí. V nuselské ulici Pod Vilami, proti parčíku právě nad chrámem sv. Václava, postavil v roce 1926 pro svou ženu Marii postupně dvě čtyřpodlažní činžovní vily v japonském stylu prasynovec herce Vlasty Buriana architekt Otakar Burian (Nusle čp. 696 a Nusle čp. 747 dokončenou 1927), jež byly základem vilové části Nuslí, vedoucí k ulicím Nad Nuslemi, Na Veselí a parku Na Jezerce. [4]
- Jižní části náměstí a parku "U radnice" (Jiráskovy sady) dominuje budova Nové Nuselské sokolovny z roku 1925 (Nusle čp. 700), od roku 2024 opět s bronzovou plastikou "Sokola" v průčelí.
- Nedaleko (cca 300 m od hlavní budovy radnice, v místě zvaném na Paloučku, ul. Žateckých, Nusle čp. 1169) zaujme funkcionalistická budova Evangelického kostela postavená v roce 1934 podle návrhu Bohumíra a Ladislava Kozáka s výrazným plastickým znakem kalicha na nárožní věži. Blízkou, tehdy téměř novou, moderní stejnojmennou restauraci využil při návštěvě Nuslí i prezident Masaryk. Již za První republiky ji využívaly též známé fotbalové kluby Nuselský SK (pozdější Slavoj Praha PM) a Viktoria Nusle (pozdější Dynamo Pankrác).
- Na Paloučku také najdeme pozdně klasicistní budovu školky z konce 19. stol. (Nusle čp.122), která fungovala jako "opatrovna" nuselských dětí již před první světovou válkou. V sousední secesní třípodlažní budově sídlí hudební škola. Obě školní budovy byly zprovozněny v roce 1880.
- Poněkud níže na Táborské směrem k Nuselské radnici stanice tramvají "Palouček" u níž zaujme šestipodlažní kubisticko secesní stavba s trojúhelníkovým patrovým arkýřem (Nusle čp. 598, Táborská 24) a mohutným basreliéfem ponocného nad vstupním portálem. Místo na křižovatce ulic Táborské, Petra Rezka a Na Květnici proslavila i existence třetí Nuselské barikády, přes níž se již okupanti v květnu 1945 k Nuselské radnici nedostali.[5]
- V dohledu je i 90 m vysoký hotel Corinthia Hotel Prague (dříve Forum nyní Grand Hotel Prague Towers; 400 m západně od hlavní budovy historické Nuselské radnice) u Nuselského mostu.[6] Před ním, směrem k budově Nuselské radnice, uvidíme průhledem ulice "Na Terebce" budovu Gymnázia "Na Vítězné Pláni".

V budově radnice je oddací síň a společenský sál, kde se pořádají svatby, kulturní pořady i koncerty (např. Slavnostní koncert k stému výročí připojení města Nuslí k Velké Praze v úterý 31. 5. 2022, sólisté Václav Hudeček, Lukáš Klánský aj.). K témuž výročí byla uspořádána od 1. do 15. června 2022 také výstava fotografií i archivních materiálů na pěti kruhových panelech na cestách přilehlých Jiráskových sadů . Pravidelné jsou i sezónní a novoroční koncerty. Tradiční jsou také předvánoční adventní koncerty.
S velkým zájmem veřejnosti se setkaly historické přednášky ředitele Památníku Lidice Eduarda Stehlíka, nad nimiž převzal záštitu místostarosta Michal Hroza. Tragický osud obce a další události druhé světové války byly připomenuty na třech přednáškách v prostorách historické Nuselské radnice, které před zaplněným hlavním sálem uvedla zastupitelka MČ Prahy 4 Lucie Michková. Památný den Sokolstva vyvěšením
sokolské vlajky na historické budově Nuselské radnice panem starostou Ondřejem Kubínem za účasti sokolských obcí, připomínající tragický osud Sokola za 2. světové války, byl uctěn 8. října 2024.
Táborskou ulicí před hlavní budovou Nuselské radnice vede tramvajová trať z centra Nuslí směrem na Palouček a odtud pak na pankrácké náměstí Hrdinů a ulicí Na Pankráci a Na Veselí k vozovně Pankrác. A od roku 2022 také (linka č. 19) ke stanici metra Pankrác.